# 弗莱 (科多尔省)
弗莱（法語：Flée，法語發音：[fle]）是法国科多尔省的一个旧市镇，属于蒙巴尔区。2019年，弗莱与比耶尔莱瑟米尔合并为新市镇勒瓦勒拉雷。

## 地理
弗莱（47°26'7"N, 4°19'44"E）面积11.74 平方千米，位于法国勃艮第-弗朗什-孔泰大區科多尔省，该省份为法国中东部省份，北起奥布省，西接涅夫勒省和约讷省，南至索恩-卢瓦尔省，东南接汝拉省，东临上索恩省，东北部与上马恩省接壤。
与弗莱接壤的市镇（或旧市镇、城区）包括：欧苏瓦地区瑟米尔、蓬和马塞讷、普雷西苏蒂勒、鲁瓦伊、比耶尔莱瑟米尔、布里亚尼、库尔塞勒莱瑟米尔、阿尔芒松河畔蒙蒂尼。

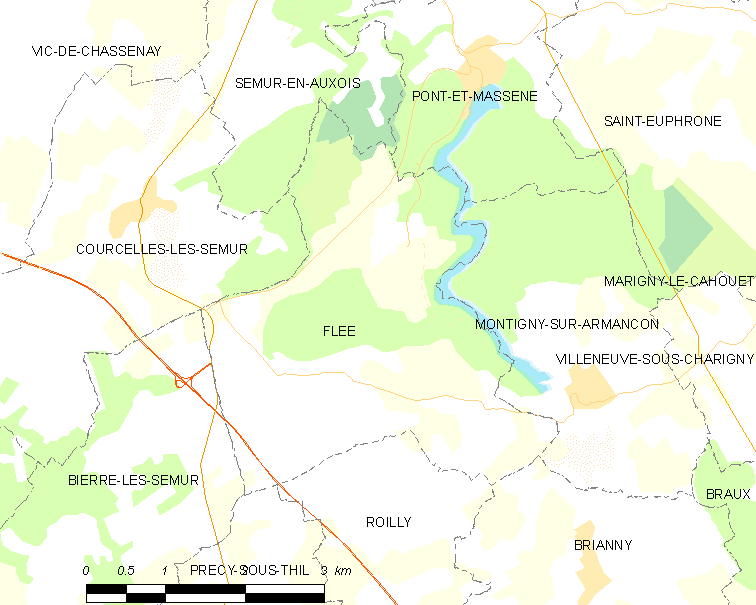
的OSM定位图

弗莱的时区为UTC+01:00、UTC+02:00（夏令时）。

## 行政
弗莱的邮政编码为21140，INSEE市镇编码为21272。

## 政治
弗莱所属的省级选区为欧苏瓦地区瑟米尔县。

## 人口

1962-2008年间人口变化图示

弗莱于2018年1月1日时的人口数量为172人。